# Saison 2010-2011 de snooker
Navigation
2009-2010 2011-2012
La saison 2010-2011 de snooker est la 43e saison de snooker. Elle regroupe 42 tournois organisés par la WPBSA entre le 20 mai 2010 et juin 2011.

## Nouveautés
Les Masters d'Allemagne sont le premier tournoi classé organisé en Allemagne depuis l'Open d'Allemagne lors de la saison 1997-1998.
Le Grand Prix est rebaptisé Open mondial et change de format. Les 96 joueurs professionnels qui participent habituellement seront rejoints par 32 joueurs amateurs.
Le nouveau championnat du circuit des joueurs fait son apparition dans le calendrier. Il s'agit d'une série de tournois ouverts aux joueurs professionnels et amateurs. Ces épreuves sont dites classées mineures puisqu'elles rapportent un plus petit nombre de points au classement mondial. À la fin de la saison, les 24 meilleurs joueurs, classés selon un ordre du mérite, seront qualifiés pour une épreuve finale qui prendra place à Dublin. Celle-ci sera classée en catégorie classée majeure.
Le Classique de Jiangsu devient le Classique de Wuxi et se maintient en catégorie non-classée.
Trois nouveaux évènements alternatifs sont introduits : le Power Snooker (en), le championnat du monde seniors et le Snooker Shoot-Out. 
Le championnat professionnel d'Écosse, dont la dernière édition a été jouée en 1989, est relancé.

## Calendrier
| C = Tournoi classé (professionnel)                  |
| M = Tournoi classé mineur (professionnel)           |
| NC = Tournoi non classé (professionnel)             |
| TE = Tournoi par équipes (professionnel et amateur) |
| A = Tournoi alternatif (professionnel)              |
| P/A = Tournoi pro-am (professionnel et amateur)     |
| TS = Tournoi seniors (professionnel)                |

| Dates (mois-jour) | Dates (mois-jour) | Tournoi                                             | Lieu          | Site                                           | Cat. | Vainqueur          | Finaliste            | Score  | Références |
| 05-20             | 05-24             | Open d'Autriche                                     | Wels          | BRP Hall                                       | P/A  | Judd Trump         | Neil Robertson       | 6-4    | [ 7 ]      |
| 06-03             | 06-06             | Classique de Wuxi                                   | Wuxi          | Wuxi City Sports Park Stadium                  | NC   | Shaun Murphy       | Ding Junhui          | 9-8    | [ 8 ]      |
| 06-17             | 06-20             | Pink Ribbon                                         | Gloucester    | South West Snooker Academy                     | P/A  | Michael Holt       | Jimmy White          | 6-5    | [ 9 ]      |
| 06-24             | 06-27             | Épreuve 1 de Sheffield                              | Sheffield     | World Snooker Academy                          | M    | Mark Williams      | Stephen Maguire      | 4-0    | [ 10 ]     |
| 07-08             | 07-11             | Épreuve 2 de Sheffield                              | Sheffield     | World Snooker Academy                          | M    | Mark Selby         | Barry Pinches        | 4-3    | [ 11 ]     |
| 07-18             | 07-25             | Championnat du monde à six billes rouges            | Bangkok       | Montien Riverside Hotel                        | A    | Mark Selby         | Ricky Walden         | 8-6    | [ 12 ]     |
| 07-19             | 07-25             | Challenge international de Pékin                    | Pékin         | Gymnase des étudiants de l'université de Pékin | NC   | Tian Pengfei       | Ryan Day             | 9-3    | [ 13 ]     |
| 07-23             | 07-25             | Open de Vienne                                      | Vienne        | Theater Dschungel                              | P/A  | Stephen Lee        | Bjorn Haneveer (en)  | 5-4    | [ 14 ]     |
| 07-24             | 07-25             | Classique d'Irlande                                 | Kildare       | Celbridge Snooker Club                         | NC   | Fergal O'Brien     | Michael Judge        | 5-1    | [ 15 ]     |
| 08-06             | 08-08             | Épreuve 3 de Sheffield                              | Sheffield     | World Snooker Academy                          | M    | Tom Ford           | Jack Lisowski        | 4-2    | [ 16 ]     |
| 08-14             | 08-16             | Épreuve 4 de Sheffield                              | Sheffield     | World Snooker Academy                          | M    | Barry Pinches      | Ronnie O'Sullivan    | 4-3    | [ 17 ]     |
| 08-26             | 08-29             | Classique Paul Hunter                               | Fürth         | Stadthalle                                     | M    | Judd Trump         | Anthony Hamilton     | 4-3    | [ 18 ]     |
| 09-06             | 09-12             | Masters de Shanghai                                 | Shanghai      | Shanghai Grand Stage                           | C    | Ali Carter         | Jamie Burnett        | 10-7   | [ 19 ]     |
| 09-18             | 09-26             | Open mondial                                        | Glasgow       | S.E.C.C.                                       | C    | Neil Robertson     | Ronnie O'Sullivan    | 5-1    | [ 20 ]     |
| 09-30             | 10-03             | Open de Bruges                                      | Bruges        | Boudewijn Seapark                              | M    | Shaun Murphy       | Matthew Couch        | 4-2    | [ 21 ]     |
| 10-??             | 10-??             | Tournoi Pontins pro-am (automne)                    | Prestatyn     | Pontins                                        | P/A  | Rob James          | Michael Holt         | 5-4    |            |
| 10-07             | 10-10             | Épreuve 5 de Sheffield                              | Sheffield     | World Snooker Academy                          | M    | Ding Junhui        | Jamie Jones          | 4-1    | [ 22 ]     |
| 10-14             | 10-17             | Épreuve 6 de Sheffield                              | Sheffield     | World Snooker Academy                          | M    | Dominic Dale       | Martin Gould         | 4-3    | [ 23 ]     |
| 10-11             | 10-20             | Open d'Angleterre Paul Hunter                       | Leeds         | Northern Snooker Centre                        | P/A  | Robbie Williams    | Stephen Craigie (en) | 6-4    | [ 24 ]     |
| 10-18             | 10-20             | Jeux asiatiques (individuel)                        | Canton        | Asian Games Town Gymnasium                     | P/A  | Marco Fu           | Ding Junhui          | 4-2    | [ 25 ]     |
| 10-18             | 10-20             | Jeux asiatiques (par équipes)                       | Canton        | Asian Games Town Gymnasium                     | TE   | Chine              | Inde                 | 3-1    |            |
| 10-22             | 10-24             | Masters de la Rhin-Main                             | Rüsselsheim   | Walter Kobel Sporthalle                        | M    | Marcus Campbell    | Liang Wenbo          | 4-0    | [ 26 ]     |
| 10-30             | 10-30             | Power Snooker                                       | Londres       | IndigO2                                        | A    | Ronnie O'Sullivan  | Ding Junhui          | [ 27 ] | [ 28 ]     |
| 10-28             | 10-31             | Coupe MIUS                                          | Gloucester    | South West Snooker Academy                     | M    | Stephen Lee        | Stephen Maguire      | 4-2    | [ 29 ]     |
| 11-05             | 11-07             | Championnat du monde seniors                        | Bradford      | Cedar Court Hotel                              | TS   | Jimmy White        | Steve Davis          | 4-1    | [ 30 ]     |
| 11-12             | 11-14             | Championnat de la Ruhr                              | Hamm          | Sparkassen Arena                               | M    | John Higgins       | Shaun Murphy         | 4-2    | [ 31 ]     |
| 11-19             | 11-21             | Classique de Prague                                 | Prague        | Aréna Sparta Podvinný Mlýn                     | M    | Michael Holt       | John Higgins         | 4-3    | [ 32 ]     |
| 09-08             | 11-28             | Première ligue                                      | Hopton-on-Sea | Potters Leisure Resort                         | NC   | Ronnie O'Sullivan  | Shaun Murphy         | 7-1    | [ 33 ]     |
| 12-04             | 12-12             | Championnat du Royaume-Uni                          | Telford       | Telford International Centre                   | C    | John Higgins       | Mark Williams        | 10-9   | [ 34 ]     |
| 01-05             | 01-08             | Open des trois rois                                 | Rankweil      | Patricks Candian Taverne                       | P/A  | Dominic Dale       | Tony Drago           | 5-1    |            |
| 12-03             | 01-09             | Open des Pays-Bas                                   | Bois-le-Duc   | Snookercentrum De Dieze                        | P/A  | Barry Pinches      | Bjorn Haneveer (en)  | 6-3    |            |
| 01-09             | 01-16             | Masters                                             | Londres       | Wembley Arena                                  | NC   | Ding Junhui        | Marco Fu             | 10-4   | [ 35 ]     |
| 01-28             | 01-30             | Snooker Shoot-out                                   | Blackpool     | Circus Arena                                   | A    | Nigel Bond         | Robert Milkins       | 1-0    | [ 36 ]     |
| 02-02             | 02-06             | Masters d'Allemagne                                 | Berlin        | Tempodrom                                      | C    | Mark Williams      | Mark Selby           | 9-7    | [ 36 ]     |
| 02-14             | 02-20             | Open du pays de Galles                              | Newport       | Newport Centre                                 | C    | John Higgins       | Stephen Maguire      | 9-6    | [ 37 ]     |
| 10/03             | 13/03             | Classique de Hainan                                 | Bo'ao         | Bo'ao Conference Center                        | NC   | John Higgins       | Jamie Cope           | 7-2    | [ 38 ]     |
| 03-17             | 03-20             | Championnat du circuit des joueurs (épreuve finale) | Dublin        | The Helix                                      | M    | Shaun Murphy       | Martin Gould         | 4-0    | [ 39 ]     |
| 01-03             | 03-24             | Championnat de la ligue                             | Stock         | Crondon Park Golf Club                         | NC   | Matthew Stevens    | Shaun Murphy         | 3-1    | [ 40 ]     |
| 03-28             | 04-03             | Open de Chine                                       | Pékin         | Gymnase des étudiants de l'université de Pékin | C    | Judd Trump         | Mark Selby           | 10-8   | [ 41 ]     |
| 04-11             | 04-14             | Championnat d'Écosse                                | Clydebank     | Lucky Break Snooker Club                       | NC   | John Higgins       | Anthony McGill       | 6-1    | [ 42 ]     |
| 04-16             | 05-02             | Championnat du monde                                | Sheffield     | Crucible Theatre                               | C    | John Higgins       | Judd Trump           | 18-15  | [ 43 ]     |
| 06-??             | 06-??             | Tournoi Pontins pro-am (printemps)                  | Prestatyn     | Pontins                                        | P/A  | Leo Fernandez (en) | Sydney Wilson (en)   | 5-1    |            |

## Attribution des points
Points attribués lors des épreuves comptant pour le classement mondial :
| Tournoi                            | Joueurs (nombre / statut)   | 128 | 96   | 80   | 64   | 48   | 32   | 24  | 16   | Quart de finalistes | Demi-finalistes | Finaliste | Vainqueur |
| Masters de Shanghai                | Non tête de série           | –   | 560  | 910  | 1260 | 1610 | 1960 | –   | 2660 | 3500                | 4480            | 5600      | 7000      |
| Masters de Shanghai                | Tête de série               | –   | 280  | 455  | 630  | 805  | 980  | –   | 2660 | 3500                | 4480            | 5600      | 7000      |
| Open mondial                       | Non tête de série           | 910 | 1260 | –    | 1610 | –    | 1960 | –   | 2660 | 3500                | 4480            | 5600      | 7000      |
| Open mondial                       | Tête de série               | 455 | 630  | –    | 805  | –    | 1960 | –   | 2660 | 3500                | 4480            | 5600      | 7000      |
| Championnat du Royaume-Uni         | Non tête de série           | –   | 640  | 1040 | 1440 | 1840 | 2240 | –   | 3040 | 4000                | 5120            | 6400      | 8000      |
| Championnat du Royaume-Uni         | Tête de série               | –   | 320  | 520  | 720  | 920  | 1120 | –   | 3040 | 4000                | 5120            | 6400      | 8000      |
| Masters d'Allemagne                | Non tête de série           | –   | 650  | –    | 900  | 1150 | 1400 | –   | 1900 | 2500                | 3200            | 4000      | 5000      |
| Masters d'Allemagne                | Tête de série               | –   | 325  | –    | 450  | 575  | 700  | –   | 1900 | 2500                | 3200            | 4000      | 5000      |
| Open du pays de Galles             | Non tête de série           | –   | 400  | 650  | 900  | 1150 | 1400 | –   | 1900 | 2500                | 3200            | 4000      | 5000      |
| Open du pays de Galles             | Tête de série               | –   | 200  | 325  | 450  | 575  | 700  | –   | 1900 | 2500                | 3200            | 4000      | 5000      |
| Open de Chine                      | Non tête de série           | –   | 560  | 910  | 1260 | 1610 | 1960 | –   | 2660 | 3500                | 4480            | 5600      | 7000      |
| Open de Chine                      | Tête de série               | –   | 280  | 455  | 630  | 805  | 980  | –   | 2660 | 3500                | 4480            | 5600      | 7000      |
| Championnat du circuit des joueurs | Épreuve autre que la finale | –   | –    | –    | 360  | –    | 560  | –   | 760  | 1000                | 1280            | 1600      | 2000      |
| Championnat du circuit des joueurs | Épreuve finale              | –   | –    | –    | –    | –    | –    | 840 | 1140 | 1500                | 1920            | 2400      | 3000      |
| Championnat du monde               | Non tête de série           | –   | 800  | 1300 | 1800 | 2300 | 2800 | –   | 3800 | 5000                | 6400            | 8000      | 10000     |
| Championnat du monde               | Tête de série               | –   | 400  | 650  | 900  | 1150 | 1400 | –   | 3800 | 5000                | 6400            | 8000      | 10000     |

## Classement mondial en début et fin de saison

### Après leChampionnat du monde 2010
| Rang | Évol. | Joueur            | Points |
| 1    | 3     | John Higgins      | 57 820 |
| 2    | 7     | Neil Robertson    | 48 405 |
| 3    | 2     | Ronnie O'Sullivan | 47 835 |
| 4    | 1     | Ali Carter        | 46 620 |
| 5    | 8     | Ding Junhui       | 40 975 |
| 6    | 4     | Stephen Maguire   | 40 495 |
| 7    | 4     | Shaun Murphy      | 38 655 |
| 8    | 7     | Mark Williams     | 37 699 |
| 9    | 2     | Mark Selby        | 35 445 |
| 10   | 1     | Mark Allen        | 35 380 |
| 11   | 1     | Stephen Hendry    | 33 785 |
| 12   | 6     | Ryan Day          | 33 410 |
| 13   | 15    | Graeme Dott       | 30 890 |
| 14   | 6     | Marco Fu          | 29 635 |
| 15   | 1     | Kark King         | 29 085 |
| 16   | 10    | Liang Wenbo       | 28 065 |

### Après leChampionnat du monde 2011
| Rang | Évol.         | Joueur            | Points |
| 1    | 7             | Mark Williams     | 60 360 |
| 2    | 1             | John Higgins      | 58 820 |
| 3    | 6             | Mark Selby        | 55 965 |
| 4    | 1             | Ding Junhui       | 55 960 |
| 5    | 3             | Neil Robertson    | 48 100 |
| 6    | 2             | Ali Carter        | 47 040 |
| 7    | en stagnation | Shaun Murphy      | 46 945 |
| 8    | 2             | Stephen Maguire   | 45 300 |
| 9    | 18            | Judd Trump        | 41 715 |
| 10   | 3             | Graeme Dott       | 40 930 |
| 11   | 8             | Ronnie O'Sullivan | 40 660 |
| 12   | 2             | Mark Allen        | 37 305 |
| 13   | 5             | Peter Ebdon       | 36 480 |
| 14   | 11            | Matthew Stevens   | 36 395 |
| 15   | 2             | Jamie Cope        | 35 580 |
| 16   | 5             | Stephen Hendry    | 35 420 |